# ISロボティクス
ISロボティクス株式会社（アイエスロボティクス、英: IS Robotics Corp.）は、法人向けサービスロボット市場の開拓を目的とする日本の企業。アイリスオーヤマの連結子会社で、ソフトバンクロボティクスの持分法適用会社。

## 略歴
2021年1月27日にアイリスオーヤマとソフトバンクロボティクスグループが合弁での設立を発表し同年2月1日に「アイリスロボティクス株式会社（英: IRIS Robotics Corp.）」として設立した。資本金は500万円。高齢化やそれに伴う人手不足、感染症の拡大といった課題の解決を目指し、商業施設や介護施設を中心に導入されるロボットの開発および導入支援を業務内容とする。2021年度中にAIカメラやLED照明をはじめとする外部機器との連携機能の追加、2022年度中に法人向けの新型ロボットの発売を予定している。
2024年6月24日付で別法人として同名の「株式会社アイリスロボティクス（二代目）」が設立され、既存のアイリスロボティクスは同年8月21日付で「ISロボティクス株式会社」に社名変更した。